# Andre Stringer
Andre Stringer (ur. 4 grudnia 1991 w Jackson) – amerykański koszykarz, występujący na pozycji rozgrywającego, aktualnie zawodnik fińskiego Tampereen Pyrintö.
Pod koniec sierpnia 2015 roku podpisał umowę z klubem Startu Lublin. 15 września klub z Lublina zrezygnował z jego usług, ponieważ nie przeszedł on testów medycznych.